# 丸山宏一
丸山 宏一（まるやま こういち、1970年 - ）は、日本の男性アニメーター、キャラクターデザイナー。埼玉県出身。

## 経歴・人物
日本アニメーションのテレビアニメ『世界名作劇場』シリーズ作品で動画・原画を担当。『家なき子レミ』（1996年 - 1997年）の第9話「運命の出会い」で作画監督としてデビューする。その後様々な作品で作監・原画を担当し、ベガエンタテイメントを経由してシンエイ動画作品へ携わるようになる。
2005年、『ドラえもん (2005年のテレビアニメ)』の総作画監督に就任。2013年2月1日放送分より前任の渡辺歩から引継ぎ、キャラ設定を富永貞義と2014年11月21日放送分まで共同担当し、総作監と兼任した。2015年5月22日放送分より、メインキャラ設定として単独クレジットされている。総作監就任以来、テレビシリーズに注力し劇場映画版の制作には長らく携わっていなかったが、『映画ドラえもん のび太のひみつ道具博物館』（2013年）よりキャラクターデザインを手掛けている。
『ドラえもん傑作選スペシャル』では、シンエイ動画のプロデューサー齋藤敦より「しずかちゃんを一番上手に描けるアニメーター」と紹介され、顔出し出演をする他、「しずかちゃんの描き方」も取り上げられている。丸山の描くしずかちゃんについては、当時の制作デスクだった岡田麻衣子よりも「ちゃんと修正をバチッと入れてくれます」とコメントされるなど、こだわりが窺える。

## 参加作品

### テレビアニメ
- 若草物語 ナンとジョー先生（1993年、#2、8、19、28、36、38、40動画・#34原画）
- ムカムカパラダイス（1993年、#1動画）
- 七つの海のティコ（1994年、#5、12、17、23、28、32、33、36、39原画）
- ロミオの青い空（1995年、#2、7、11、16、21、24、27、30、32原画）
- 名犬ラッシー（1996年、#2、5、7、9、11、15、16、20、21、24、25、OP[4]原画）
- 家なき子レミ（1996年 - 1997年、#9、12、17、19、23、25[5]作画監督・#1、3、5作画監督補）
- 中華一番!（1997年 - 1998年、#4、8、14、19、24、32[6]、34作画監督・#4、8、26原画）
- さくらももこ劇場 コジコジ（1999年、#74作画監督）
- 頭文字D Second Stage（1999年 - 2000年、#2、6、10作画監督・原画・動画チェッカー）
- 週刊ストーリーランド（1999年 - 2001年、作画監督[7]）
- コスモウォーリアー零（2001年、総作画監督・#1、2、7、13作画監督）
- ちっちゃな雪使いシュガー（2001年 - 2002年、#7原画）
- ウミガメと少年（2002年、作画監督）
- 藍より青し（2002年、#2[8]作画監督・#1、10原画）
- 攻殻機動隊 STAND ALONE COMPLEX（2002年 - 2003年、#18作画監督・#3、18原画）
- 魔法遣いに大切なこと（2003年、#1原画）
- R.O.D -THE TV-（2003年 - 2004年、#25作画監督[9]）
- 鋼の錬金術師（2003年 - 2004年、#31原画）
- ファンタジックチルドレン（2004年 - 2005年、#2、5、10、16作画監督）
- お伽草子（2004年 - 2005年、#12作画監督）
- ドラえもん（2005年 - 、メインキャラ設定[10]・総作画監督[11]・キャラ設定[12]・作画監督・原画・キャラ作監）
- 精霊の守り人（2007年、#14作画監督）
- 花咲くいろは（2011年、#19作画監督[13]・#16、22[14]作画監督補佐）
- 恋は雨上がりのように（2018年、#12原画）

### 劇場アニメ
- のび太の結婚前夜（1999年、原画）
- ぼくの生まれた日（2002年、原画）
- 映画 あたしンち（2003年、原画）
- ドラえもん のび太とふしぎ風使い（2003年、原画）
- ドラえもん のび太のワンニャン時空伝（2004年、原画）
- 映画ドラえもん のび太のひみつ道具博物館（2013年、キャラクターデザイン・作画監督[15]）
- 映画ドラえもん 新・のび太の大魔境 〜ペコと5人の探検隊〜（2014年、キャラクターデザイン・ED原画）
- 映画ドラえもん のび太の宇宙英雄記（2015年、キャラクターデザイン・作画監督[16]・ED原画）
- 映画ドラえもん 新・のび太の日本誕生（2016年、キャラクターデザイン・総作画監督）
- 映画ドラえもん のび太の南極カチコチ大冒険（2017年、作画監督[17]）
- 映画ドラえもん のび太の宝島（2018年、作画監督[18]）
- 映画ドラえもん のび太の月面探査記（2019年、キャラクターデザイン・総作画監督・作画監督[19]）
- 映画ドラえもん のび太の新恐竜（2020年、おまけ映像）
- 映画ドラえもん のび太の宇宙小戦争 2021（2022年、キャラクターデザイン・総作画監督）
- 映画ドラえもん のび太の地球交響楽（2024年、作画監督補佐[20]）
- 映画ドラえもん のび太の絵世界物語（2025年、作画監督[21]）

### その他
- 鋼の錬金術師2 赤きエリクシルの悪魔（2004年、原画）
- 藤子・F・不二雄ミュージアム Fシアター上映作品
  - Fキャラオールスターズ大集合 ドラえもん&パーマン 危機一髪!?（2011年、OP・ED作画監督）
  - 21エモン&ドラえもん ようこそ!ホテルつづれ屋へ（2012年、作画監督）
  - すすめロボケット&ドラえもん「決戦!雲の上の竜巻城」（2013年、作画監督）
- アニメディア4月号（2019年、『映画ドラえもん のび太の月面探査記』描きおろしイラスト原画）
- 香港100%ドラえもん&フレンズ展上映作品『ジャイアンリサイタル 　ワールドツアー』（2024年、キャラクターデザイン）